# Municipio Huixquilucan
Koordinaten: 19° 22′ N, 99° 21′ W
Huixquilucan ist ein Municipio im mexikanischen Bundesstaat México. Es gehört zur Zona Metropolitana del Valle de México, der Metropolregion um Mexiko-Stadt. Der Sitz der Gemeinde ist Huixquilucan de Degollado.
Die Gemeinde hatte im Jahr 2010 242.167 Einwohner, ihre Fläche beträgt 140,9 km².

## Geographie
Das Municipio Huixquilucan liegt im westlichen Teil des Bundesstaates México auf einer Höhe zwischen 2500 und 3500 m. Es grenzt an die Municipios Naucalpan de Juárez, Lerma und Ocoyoacac und an den Bundesdistrikt Mexiko-Stadt.

## Orte im Municipio
Das Verzeichnis des INEGI kennt 60 Orte auf dem Gebiet des Municipios Huixquilucan. Größte Stadt ist Naucalpan de Juárez, eigentlich Cabecera der gleichnamigen Nachbargemeinde, die sich zum Teil auf Gebiet des Municipios Huixquilucan erstreckt und hier mit 121.470 Einwohnern etwa die Hälfte der Bevölkerung stellt.
Die nächstgrößeren Orte des Municipios sind Jesús del Monte, Magdalena Chichicaspa, Santiago Yancuitlalpan und an fünfter Stelle der Hauptort Huixquilucan de Degollado mit 9.554 Einwohnern.
Interlomas ist eine Edge City in der Metropolregion Mexiko-Stadt.